# Pajtim Kasami
Pajtim Kasami (Andelfingen, 2 giugno 1992) è un calciatore macedone naturalizzato svizzero, di etnia albanese, centrocampista del Sion.

## Caratteristiche tecniche
È un centrocampista mancino, forte fisicamente ed in possesso di ottime qualità tecniche e realizzative. Può ricoprire tutti i ruoli in mediana, con propensione all'impostazione del gioco. In Svizzera giocava come trequartista o seconda punta.
L'agente FIFA Alessandro Beltrami, esperto di calcio svizzero, lo ha definito «un giocatore forte con il DNA da top player. Ha una forte professionalità e abbina quantità a qualità. È un mancino naturale che sa utilizzare molto bene anche il destro ed è bravo anche nei tiri dalla distanza. Ha grande forza e in campo è un combattente».

## Carriera

### Club

#### Gli inizi
Nato da una famiglia albanese della Macedonia, viene scoperto a quattordici anni da Raffaele Zarra della IFM Management, società che cura gli interessi del calciatore. All'epoca militava tra le giovanili del Grasshoppers. In seguito, con l'allenatore Piet Hamberg, si trasferisce alla società inglese del Liverpool. Successivamente è al centro di una diatriba con la Lazio, squadra che deteneva il suo cartellino dopo averlo rilevato dal Liverpool a gennaio 2009. Tuttavia, in un anno di permanenza nel club biancoceleste non ha occasione di scendere in campo, nemmeno con la formazione giovanile, poiché la liberatoria FIGC necessaria al tesseramento non è mai arrivata a causa del mancato pagamento del "premio preparazione" alla squadra di origine, il Grasshoppers.

#### Bellinzona
A conclusione di suddetta questione, il 1⁰ gennaio 2010 il giocatore passa al Bellinzona, come riportato tramite un comunicato sul sito ufficiale della società ticinese.
Kasami, sotto la guida tecnica di Alberto Cavasin, esordisce nel massimo campionato svizzero il 28 marzo 2010 in occasione dell'incontro Grasshoppers-Bellinzona (2-0). La sua seconda presenza è l'ultima di Cavasin sulla panchina, poiché a causa di un'altra sconfitta contro il Grasshoppers del 1º aprile (1-2 casalingo), l'allenatore viene esonerato. Con l'arrivo di Roberto Morinini il giocatore diventa titolare della squadra granata, giocando complessivamente 10 partite nel campionato 2009-2010. Il 10 aprile, nella sfida esterna contro lo Young Boys, realizza il suo primo gol in Super League.

#### Palermo
Il 7 giugno 2010 il Palermo comunica di aver acquistato del giocatore dal Bellinzona, perfezionando la trattativa presso la Lega Serie A il giorno successivo. Lo svizzero arriva in Sicilia a titolo definitivo firmando un contratto quinquennale e ritrovando Delio Rossi come allenatore, tecnico che aveva avuto alla Lazio e che lo ha fortemente voluto al Palermo.
Esordisce con la maglia rosanero nell'andata dei play-off di Europa League contro gli sloveni del Maribor (vittoria per 3-0), entrando al 78' al posto di Abel Hernández. Per lui si è trattato dell'esordio in una competizione internazionale per club.
Il 29 agosto 2010 esordisce nella massima serie italiana, giocando dal primo minuto e per tutta la partita al posto dell'infortunato Fabio Liverani alla prima giornata di campionato pareggiata per 0-0 contro il Cagliari. Viene quindi utilizzato in tutte le 8 partite del Palermo in Europa League, più altre 16 apparizioni fra campionato e Coppa Italia (persa in finale contro l'Inter per 3-1) per un totale di 24 presenze stagionali, le uniche in maglia rosanero poiché rimane in Sicilia solo per una stagione.

#### Fulham e Lucerna
Non convocato per il ritiro estivo del Palermo e messo quindi sul mercato, il 25 luglio 2011 viene ufficializzato il passaggio a titolo definitivo alla squadra inglese del Fulham per 1,6 milioni di euro, con cui firma un contratto quadriennale.
Tre giorni dopo fa l'esordio ufficiale con la maglia bianconera nº 10 in occasione della sfida di andata del terzo turno preliminare di Europa League contro i croati del RNK Spalato (0-0 in trasferta), subentrando all'83' a Bobby Zamora. Il 21 agosto debutta nel Premier League in Wolverhampton-Fulham (2-0). Il 21 settembre, nel terzo turno della Carling Cup in cui la sua squadra perde per 4-3 ai tiri di rigore contro il Chelsea, sbaglia un calcio di rigore nei minuti regolamentari e, non essendo lui il rigorista prescelto, viene multato dalla società con 500 sterline.
Gioca saltuariamente fino alla 13ª giornata, quindi gioca 6 incontri con la squadra riserve, fra dicembre e aprile. Torna a giocare in prima squadra nell'ultima partita di campionato, nella sconfitta esterna per 2-0 contro il Tottenham, collezionando in tutto 18 presenze fra campionato e coppe. Nella prima parte della stagione successiva gioca invece 2 partite in Premier League e una in League Cup con la prima squadra, più 5 apparizioni con una rete nella squadra riserve.
Il 31 gennaio 2013, alle 18.41 il suo trasferimento al Pescara non viene perfezionato a causa della mancanza di rete internet nell'Atahotel Executive di Milano, sede della fase conclusiva della sessione invernale del calciomercato italiano. Il giorno successivo la società abruzzese, tramite il suo legale Flavia Tortorella, ha inoltrato istanza di riesame alla Lega atta a dimostrare la regolare trasmissione del trasferimento entro l'orario consentito delle 19.
Sfumato questo trasferimento, il 15 febbraio si trasferisce in prestito al Lucerna, tornando a giocare in patria. Qui colleziona 16 presenze e una rete.
Nella stagione 2013-2014 gioca 29 partite in campionato e 6 nelle due coppe nazionali con il Fulham.

#### Olympiakos e Nottingham Forest
Il 9 luglio 2014 si trasferisce alla squadra greca dell'Olympiacos. Il 22 ottobre realizza il gol che consente alla sua squadra di vincere contro la Juventus per 1-0.
Il 3 agosto 2016, Kasami passa in prestito per tutta la stagione 2016-17 al Nottingham Forest.

#### Sion e Basilea
Nel 2017 passa in Svizzera al Sion. Il 19 marzo 2020 a seguito della pandemia di COVID-19 verificatasi in Europa, il presidente del Sion propone la cassa integrazione per tutti i tesserati. Kasami, insieme ad altri otto calciatori della società svizzera, rifiuta l'opzione e come conseguenza viene licenziato.
Il 12 ottobre 2020 si accasa da svincolato al Basilea. Con la società svizzera colleziona 79 presenze e 19 reti in due stagioni, prima di andare in scadenza di contratto al termine della stagione 2021-2022.

#### Ritorno all'Olympiakos
Dopo essere rimasto svincolato, il 30 settembre 2022 viene ufficializzato il suo ritorno all'Olympiacos. Al termine della stagione rimane svincolato.

#### Sampdoria
Il 14 settembre 2023 firma un contratto annuale con la Sampdoria, in Serie B. Esordisce quattro giorni dopo, nella partita interna contro il Cittadella, persa per 2-1. L'11 novembre segna il suo primo gol con i blucerchiati, nonché primo assoluto in Italia nel successo per 2-0 in casa del Modena.
Il 3 febbraio 2025 rescinde il proprio contratto coi liguri.

#### Ritorno al Sion
L'11 febbraio 2025 fa ritorno al Sion.

### Nazionale
Kasami è stato tra i protagonisti della vittoria svizzera nel Mondiale Under-17 svoltosi in Nigeria. Nella competizione ha disputato 6 partite, segnando un gol nel primo incontro con il Messico, al 22'. Conta inoltre svariate presenze con tante rappresentative giovanili svizzere.
Il 30 maggio 2010 ha esordito con la nazionale Under-21, peraltro giocando tutto l'incontro da titolare, nella partita di qualificazione all'Europeo di categoria del 2011 pareggiata per 0-0 in trasferta contro la Georgia. Segna la prima rete in Under-21 il 7 agosto 2010 nell'andata dei play-off: entrato in campo al 74º minuto al posto di Xavier Hochstrasser, nove minuti dopo ha realizzato il gol del 4-1 per la sua squadra che ha chiuso la partita. Prende parte all'Europeo Under-21 2011, perso dalla sua squadra in finale contro la Spagna vincitrice per 2-0. Kasami disputa la prima partita del girone, vinto per 1-0 sulla Danimarca in cui è entrato all'85', e la finale già citata, entrando in campo al 67'.
Nel marzo del 2011 viene cercato dal CT della nazionale macedone Mirsad Jonuz, ma il giocatore ha rifiutato la proposta di vestire la maglia della nazione balcanica.
Il 9 luglio 2012 riceve la convocazione per i Giochi olimpici di Londra, in cui gioca 3 partite.
Il 15 ottobre 2013 debutta in nazionale maggiore, nella partita di qualificazione ai Mondiali 2014 vinta per 1-0 sulla Slovenia, entrando al 71º minuto al posto di Tranquillo Barnetta. Il 15 novembre successivo, nel corso della partita amichevole contro la Corea del Sud a Seul, segna la sua prima rete in nazionale.

## Statistiche

### Presenze e reti nei club
Statistiche aggiornate al 26 dicembre 2024.
| Stagione          | Squadra           | Campionato        | Campionato | Campionato | Coppe nazionali | Coppe nazionali | Coppe nazionali | Coppe continentali | Coppe continentali | Coppe continentali | Altre coppe | Altre coppe | Altre coppe | Totale | Totale |
| Stagione          | Squadra           | Comp              | Pres       | Reti       | Comp            | Pres            | Reti            | Comp               | Pres               | Reti               | Comp        | Pres        | Reti        | Pres   | Reti   |
| ----------------- | ----------------- | ----------------- | ---------- | ---------- | --------------- | --------------- | --------------- | ------------------ | ------------------ | ------------------ | ----------- | ----------- | ----------- | ------ | ------ |
| 2009-2010         | Bellinzona        | SL                | 10+2       | 2          | CS              | 0               | 0               | -                  | -                  | -                  | -           | -           | -           | 12     | 2      |
| 2010-2011         | Palermo           | A                 | 14         | 0          | CI              | 2               | 0               | UEL                | 8                  | 0                  | -           | -           | -           | 24     | 0      |
| 2011-2012         | Fulham            | PL                | 7          | 0          | FACup+CdL       | 1+1             | 0               | UEL                | 9                  | 0                  | -           | -           | -           | 18     | 0      |
| 2012-feb. 2013    | Fulham            | PL                | 2          | 0          | FACup+CdL       | 0+1             | 0               | -                  | -                  | -                  | -           | -           | -           | 3      | 0      |
| feb.-giu. 2013    | Lucerna           | SL                | 16         | 1          | CS              | 0               | 0               | -                  | -                  | -                  | -           | -           | -           | 16     | 1      |
| 2013-2014         | Fulham            | PL                | 29         | 3          | FACup+CdL       | 4+2             | 0               | -                  | -                  | -                  | -           | -           | -           | 35     | 3      |
| Totale Fulham     | Totale Fulham     | Totale Fulham     | 38         | 3          |                 | 9               | 0               |                    | 9                  | 0                  |             | -           | -           | 56     | 3      |
| 2014-2015         | Olympiacos        | SL                | 24         | 4          | CG              | 4               | 0               | UCL+UEL            | 6+2                | 1+0                | -           | -           | -           | 36     | 5      |
| 2015-2016         | Olympiacos        | SL                | 19         | 2          | CG              | 4               | 2               | UCL+UEL            | 6+1                | 0                  | -           | -           | -           | 30     | 4      |
| 2016-2017         | Nottingham Forest | FLC               | 25         | 2          | FACup+CdL       | 0+2             | 0+0             |                    | -                  | -                  | -           | -           | -           | 27     | 2      |
| ago. 2017-2018    | Sion              | SL                | 25         | 6          | CS              | 1               | 0               | UEL                | -                  | -                  | -           | -           | -           | 26     | 6      |
| 2018-2019         | Sion              | SL                | 34         | 8          | CS              | 4               | 3               | UEL                | -                  | -                  | -           | -           | -           | 38     | 11     |
| 2019-2020         | Sion              | SL                | 35         | 11         | CS              | 3               | 4               | UEL                | -                  | -                  | -           | -           | -           | 38     | 15     |
| Totale Sion       | Totale Sion       | Totale Sion       | 94         | 25         |                 | 8               | 7               |                    | -                  | -                  |             | -           | -           | 102    | 32     |
| 2020-2021         | Basilea           | SL                | 32         | 12         | CS              | 1               | 1               | -                  | -                  | -                  | -           | -           | -           | 33     | 13     |
| 2021-2022         | Basilea           | SL                | 33         | 4          | CS              | 0               | 0               | UECL               | 13                 | 2                  | -           | -           | -           | 46     | 6      |
| Totale Basilea    | Totale Basilea    | Totale Basilea    | 65         | 16         |                 | 1               | 1               |                    | 13                 | 2                  |             | -           | -           | 79     | 19     |
| set. 2022-2023    | Olympiacos        | SL                | 4+8        | 0+2        | CG              | 3               | 0               | UEL                | 0                  | 0                  | -           | -           | -           | 15     | 2      |
| Totale Olympiakos | Totale Olympiakos | Totale Olympiakos | 47+8       | 8          |                 | 11              | 2               |                    | 15                 | 1                  |             | -           | -           | 81     | 11     |
| 2023-2024         | Sampdoria         | B                 | 27+1       | 5          | CI              | 1               | 0               | -                  | -                  | -                  | -           | -           | -           | 29     | 5      |
| 2024-feb. 2025    | Sampdoria         | B                 | 10         | 1          | CI              | 0               | 0               | -                  | -                  | -                  | -           | -           | -           | 10     | 1      |
| Totale Sampdoria  | Totale Sampdoria  | Totale Sampdoria  | 37+1       | 6          |                 | 1               | 0               |                    | -                  | -                  |             | -           | -           | 39     | 6      |
| Totale carriera   | Totale carriera   | Totale carriera   | 337        | 63         |                 | 34              | 10              |                    | 45                 | 3                  |             | -           | -           | 436    | 76     |

### Cronologia presenze e reti in nazionale
| Cronologia completa delle presenze e delle reti in nazionale ― Svizzera | Cronologia completa delle presenze e delle reti in nazionale ― Svizzera | Cronologia completa delle presenze e delle reti in nazionale ― Svizzera | Cronologia completa delle presenze e delle reti in nazionale ― Svizzera | Cronologia completa delle presenze e delle reti in nazionale ― Svizzera | Cronologia completa delle presenze e delle reti in nazionale ― Svizzera | Cronologia completa delle presenze e delle reti in nazionale ― Svizzera | Cronologia completa delle presenze e delle reti in nazionale ― Svizzera |
| Data                                                                    | Città                                                                   | In casa                                                                 | Risultato                                                               | Ospiti                                                                  | Competizione                                                            | Reti                                                                    | Note                                                                    |
| ----------------------------------------------------------------------- | ----------------------------------------------------------------------- | ----------------------------------------------------------------------- | ----------------------------------------------------------------------- | ----------------------------------------------------------------------- | ----------------------------------------------------------------------- | ----------------------------------------------------------------------- | ----------------------------------------------------------------------- |
| 15-10-2013                                                              | Berna                                                                   | Svizzera                                                                | 1 – 0                                                                   | Slovenia                                                                | Qual. Mondiali 2014                                                     | -                                                                       | 71’                                                                     |
| 15-11-2013                                                              | Seul                                                                    | Corea del Sud                                                           | 2 – 1                                                                   | Svizzera                                                                | Amichevole                                                              | 1                                                                       | 71’                                                                     |
| 9-10-2014                                                               | Maribor                                                                 | Slovenia                                                                | 1 – 0                                                                   | Svizzera                                                                | Qual. Euro 2016                                                         | -                                                                       | 82’                                                                     |
| 14-10-2014                                                              | Serravalle                                                              | San Marino                                                              | 0 – 4                                                                   | Svizzera                                                                | Qual. Euro 2016                                                         | -                                                                       | 73’                                                                     |
| 18-11-2014                                                              | Breslavia                                                               | Polonia                                                                 | 2 – 2                                                                   | Svizzera                                                                | Amichevole                                                              | -                                                                       | 67’                                                                     |
| 31-3-2015                                                               | Zurigo                                                                  | Svizzera                                                                | 1 – 1                                                                   | Stati Uniti                                                             | Amichevole                                                              | -                                                                       | 46’                                                                     |
| 10-6-2015                                                               | Thun                                                                    | Svizzera                                                                | 3 – 0                                                                   | Liechtenstein                                                           | Amichevole                                                              | -                                                                       |                                                                         |
| 9-10-2015                                                               | San Gallo                                                               | Svizzera                                                                | 7 – 0                                                                   | San Marino                                                              | Qual. Euro 2016                                                         | 1                                                                       |                                                                         |
| 12-10-2015                                                              | Tallinn                                                                 | Estonia                                                                 | 0 – 1                                                                   | Svizzera                                                                | Qual. Euro 2016                                                         | -                                                                       | 80’                                                                     |
| 13-11-2015                                                              | Trnava                                                                  | Slovacchia                                                              | 3 – 2                                                                   | Svizzera                                                                | Amichevole                                                              | -                                                                       | 58’                                                                     |
| 25-3-2016                                                               | Dublino                                                                 | Irlanda                                                                 | 1 – 0                                                                   | Svizzera                                                                | Amichevole                                                              | -                                                                       | 71’                                                                     |
| 29-3-2016                                                               | Zurigo                                                                  | Svizzera                                                                | 0 – 2                                                                   | Bosnia ed Erzegovina                                                    | Amichevole                                                              | -                                                                       | 72’                                                                     |
| Totale                                                                  |                                                                         | Presenze                                                                | 12                                                                      |                                                                         | Reti                                                                    | 2                                                                       |                                                                         |

## Palmarès

### Club
- Campionato greco: 2

Olympiakos: 2014-2015, 2015-2016
- Coppa di Grecia: 1

Olympiakos: 2014-2015

### Nazionale
- Campionato mondiale Under-17: 1

2009